# Wilhelm (Hessen-Philippsthal-Barchfeld)

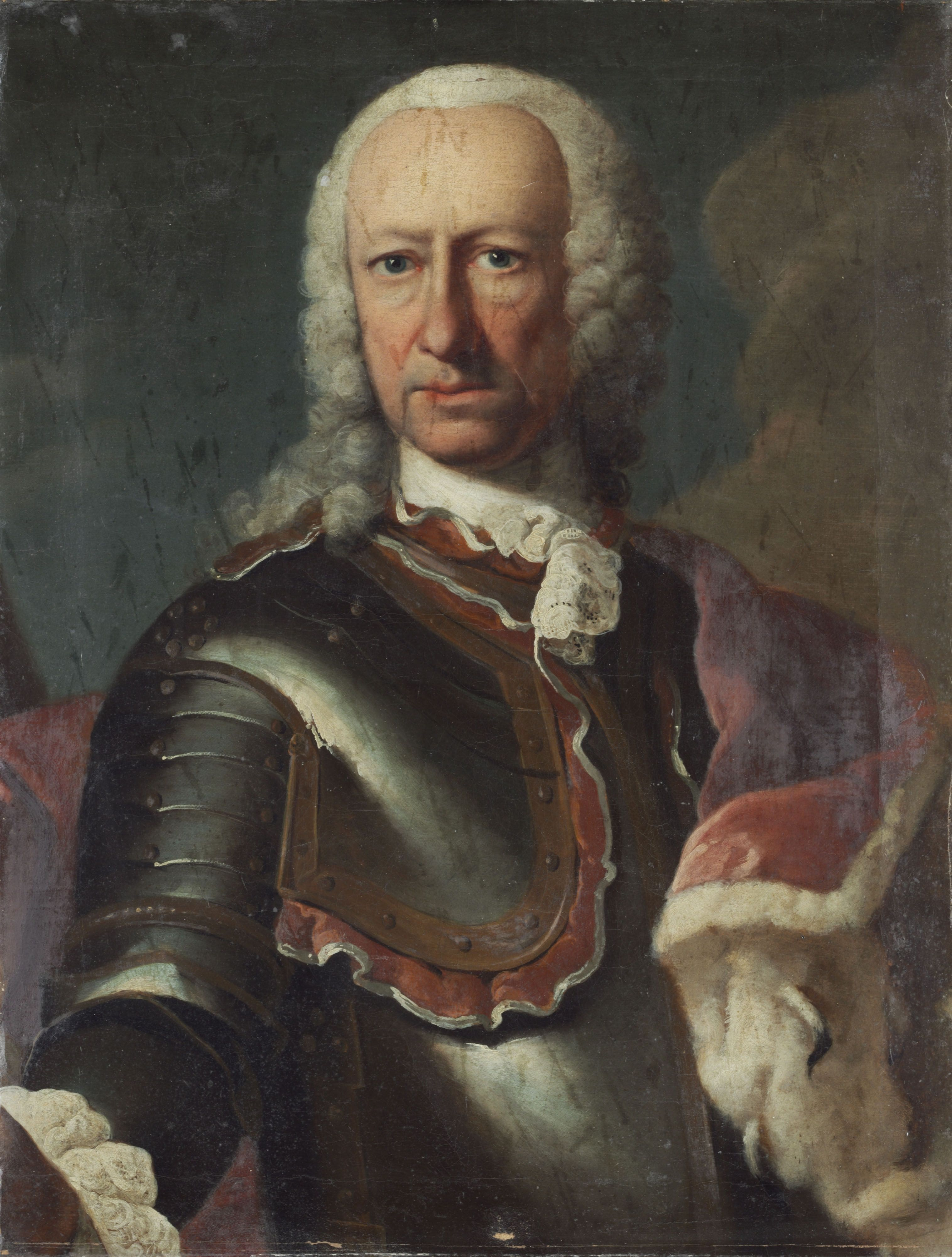
Wilhelm von Hessen-Philippsthal

Wilhelm von Hessen-Philippsthal-Barchfeld (* 1. April 1692 in Philippsthal; † 13. Mai 1761 in Breda) aus dem Haus Hessen war paragierter Landgraf von Hessen-Philippsthal-Barchfeld.

## Leben

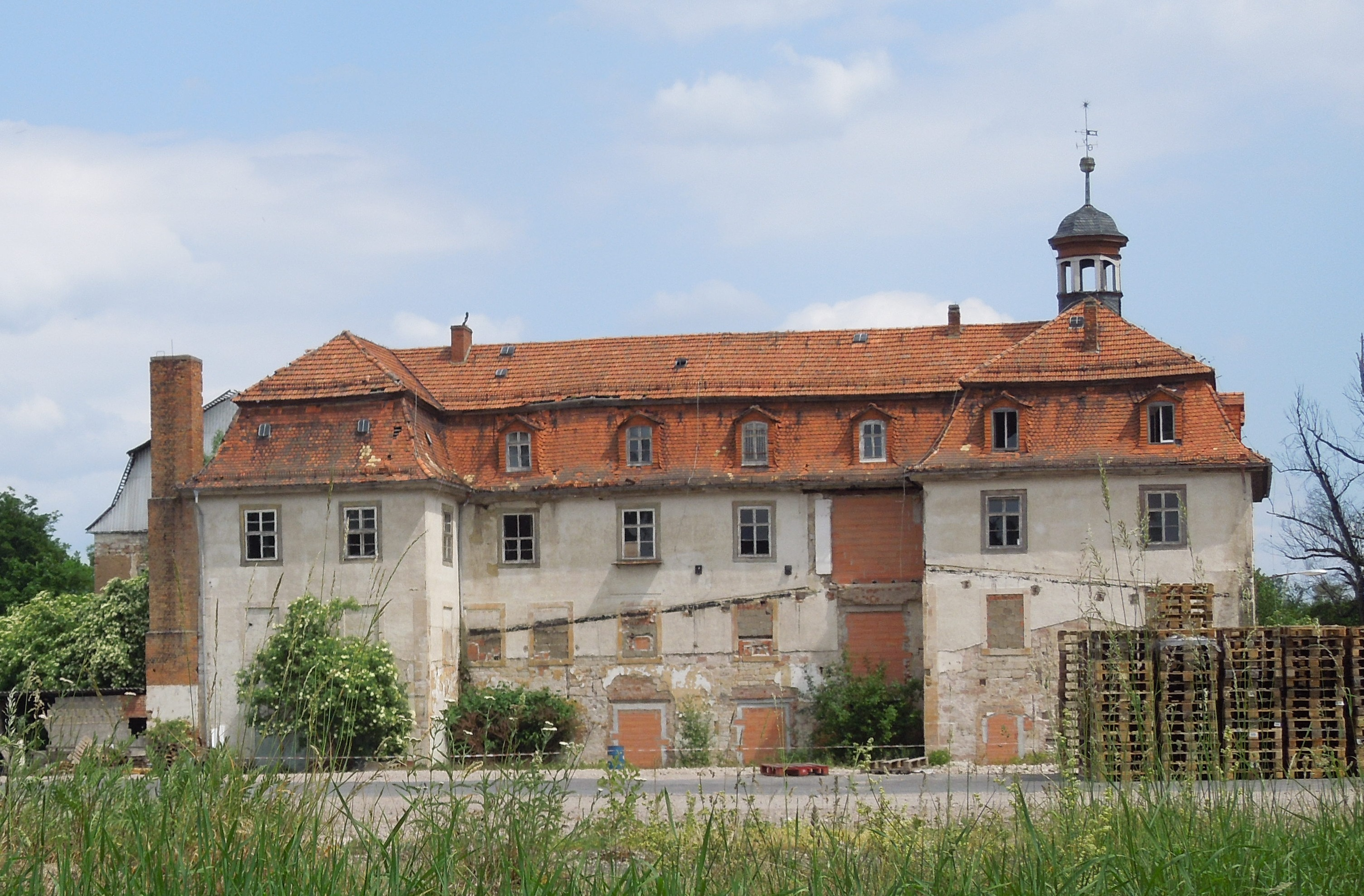
Schloss Wilhelmsburg (Mai 2012)

Wilhelm war der dritte und jüngste Sohn und das siebente von acht Kindern des paragierten Landgrafen Philipp von Hessen-Philippsthal aus dessen Ehe mit Katharina Amalie (1654–1736), Tochter des Grafen Karl Otto von Solms-Laubach. Wilhelm begründete 1721 nach dem Tod des Vaters, der ihm in seinem Testament Barchfeld und Herleshausen als Paragium zugewiesen hatte, die hessische Seitenlinie Hessen-Philippsthal-Barchfeld ohne Landeshoheit. Von 1690 bis 1732 ließ er in Barchfeld das nach ihm benannte barocke Schloss Wilhelmsburg anlegen.
Zunächst im hessischen, später im holländischen Militärdienst wurde er 1732 Gouverneur von Ypern. Ein Jahr nach der Ernennung zum Generalleutnant der Kavallerie führte er 1743 die niederländischen Truppen im Österreichischen Erbfolgekrieg. 1744 musste er sich in Ypern den Franzosen ergeben. Er kämpfte in der Schlacht bei Fontenoy und verteidigte Bergen op Zoom und Mons. Er wurde 1747 General der Kavallerie und starb als Gouverneur von Breda.

## Nachkommen

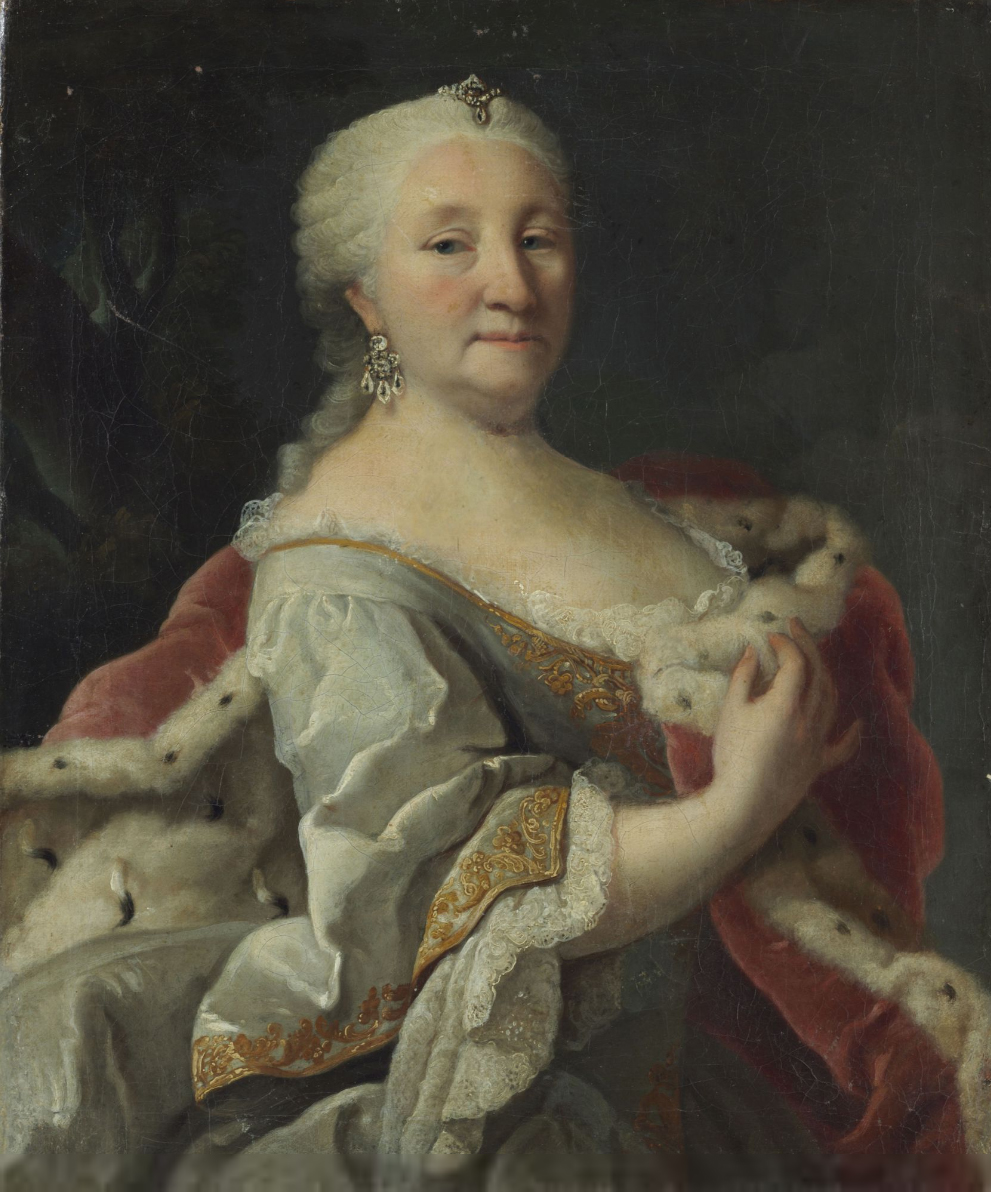
Landgräfin Charlotte Wilhelmine

Wilhelm heiratete am 31. Oktober 1724 in Hoym Charlotte Wilhelmine (1704–1766), Tochter des Fürsten Lebrecht von Anhalt-Bernburg-Hoym, mit der er folgende Kinder hatte:
- Charlotte (1725–1798), ⚭ 1765 Graf Albrecht August zu Ysenburg und Büdingen in Wächtersbach (1717–1782)
- Wilhelm (*/† 1726)
- Friedrich (1727–1777), paragierter Landgraf von Hessen-Philippsthal-Barchfeld, ⚭ 1772 Gräfin Sophie Henriette zu Salm-Grumbach (1740–1800)
- Philipp (1728–1745)
- Johanna Charlotte (1730–1799)
- Karoline (1731–1808)
- Ulrike Eleonore (1732–1795), ⚭ 1755 Wilhelm von Hessen-Philippsthal (1726–1810)
- Karl Wilhelm (1734–1764)
- Anna (1735–1785), ⚭ 1767 Graf Adolf zur Lippe-Detmold (1732–1800), Sohn von Simon Heinrich zur Lippe-Detmold
- Georg (1737–1740)
- Dorothea Marie (1738–1799), ⚭ 1764 Graf Johann Karl Ludwig zu Löwenstein-Wertheim-Virneburg (1740–1816)
- Christian (1740–1750)
- Ludwig Friedrich (*/† 1741)
- Adolf (1743–1803), paragierter Landgraf von Hessen-Philippsthal-Barchfeld, ⚭ 1781 Prinzessin Luise von Sachsen-Meiningen (1752–1805)
- August (*/† 1745)